# Logiciel de gestion des congés
 (juin 2012).
Si vous disposez d'ouvrages ou d'articles de référence ou si vous connaissez des sites web de qualité traitant du thème abordé ici, merci de compléter l'article en donnant les références utiles à sa vérifiabilité et en les liant à la section « Notes et références ».
Un logiciel de gestion des congés est un logiciel destiné à faciliter et à automatiser les procédures de prise de congés et d'absences au sein d'une organisation. La gestion des congés et des absences est une composante essentielle de la gestion des ressources humaines (GRH) et son aboutissement est la gestion de la paie.

## Historique
La gestion des congés dans sa forme la plus élémentaire s'est toujours faite sur papier, comprenant typiquement un tableau regroupant les employés et leurs congés respectifs. Cette méthode est d'ailleurs toujours utilisée dans bon nombre d'organisations bien qu'en régression depuis l'avènement de l'informatique. Avec l'apparition du tableur tel que Microsoft Excel, au début des années 1980, cette pratique a très vite pris une nouvelle forme, vu la facilité de manipulation et de stockage offerte par l'informatique.
Pourtant, à la suite de l'évolution des politiques de présence, des règlements et des lois toujours plus complexes, le tableur va bientôt être dépassé. Le progiciel de gestion intégré (PGI ou ERP en anglais), qui connait une croissance remarquable dans les années 1980, propose une solution de gestion des ressources humaines (RH) incluant la gestion de temps. Ce type de solution répond en grande partie aux besoins des entreprises et organismes en tout genre et connait un grand succès, surtout depuis la popularisation d'Internet dans les années 1990. Par contre, il représente un investissement considérable qui n'est rentable qu'en cas d'installation de plusieurs modules en plus de celui des RH.
On voit également apparaitre parallèlement aux PGI des solutions de Workforce management tantôt présentées comme système d'information de gestion des ressources humaines et tantôt comme des éléments de PGI. Ces solutions dédiées sont un pas de plus dans l'évolution de la gestion des ressources humaines et ont elles-mêmes progressé jusqu'à l'apparition depuis les années 2000 de logiciels plus spécifiques consacrés entre autres à la gestion des effectifs, à la gestion des prestations sociales, à la gestion des prestations de travail et à la gestion de la paie.
Depuis 2003, la tendance des solutions RH s'est concentrée sur des versions SaaS (Software as a Service), accessibles en ligne et à la demande grâce au cloud computing. Parmi elles, les logiciels destinés à la gestion des congés sont de plus en plus présents, surtout en Amérique du Nord, et plus performants pour s'aligner aux nouvelles pratiques en termes de politiques de congés.
Selon une étude du Cabinet Markess, en 2014, 93 % des décideurs RH interviewés sont équipés pour la gestion de la paie, et 87 % pour la gestion des congés et absences.

## Rôles de la technologie
Les apports des technologies de l'information et de la communication (TIC) à la gestion des congés sont nombreux. Parmi eux, on remarque notamment qu'ils permettent à la GRH de :
- Disposer d'informations précises concernant les congés des travailleurs.
- Communiquer clairement les soldes de congés.
- Faire connaitre et respecter les politiques de présence et règlements intérieurs.
- Garder un historique des congés tout en disposant d'une vue en temps-réel.
- Libérer du temps en allégeant les tâches fastidieuses notamment dans la préparation de la paie.
- Faciliter la gestion multisite, qui implique parfois des types de congés très variés d'un site à l'autre.

## Principales caractéristiques
Les fonctionnalités de base des logiciels de gestion des congés portent parfois des dénominations bien diverses mais peuvent globalement être regroupées de la manière suivante :
- Planning des congés et des absences, pour visualiser les disponibilités des employés.
- Gestion de demandes de congés, pour introduire, modifier, valider ou refuser les requêtes.
- Notification automatique, pour augmenter l'interactivité entre les personnes concernées et leurs responsables.
- Gestion des différents types de congés : congés payés, RTT, congés de fractionnement, congés conventionnels, congés pour événements familiaux, etc...
- Compteurs de congés, pour le suivi des soldes de congés.
- Analyse et rapport, pour faire des ratios de performances ou simplement imprimer les données.
- Export vers la paie, pour calculer le salaire des travailleurs concernés.